# Andy Ruiz
José Andrés Ruiz Rumph, detto Andy (Città del Guatemala, 30 maggio 1996), è un calciatore guatemalteco, centrocampista del Deportivo Xinabajul.

## Carriera

### Club
Ha giocato nella massima serie guatemalteca.

### Nazionale
Ha giocato nelle nazionali giovanili guatemalteche Under-17 ed Under-20.
Viene convocato per la CONCACAF Gold Cup 2021.